# Jamie Cudmore
Jamie Cudmore (* 6. září 1978, Winnipeg) je bývalý kanadský ragbista, který hrál jako druhořadník a rváček. V roce 2010 se stal vítězem francouzské ligy s týmem Clermont, dvakrát se s ním stal poraženým finalistou v Evropském poháru mistrů (2013, 2015) a v roce 2007 vyhrál Vyzývací pohár. Ve své poslední sezoně se rozloučil triumfem ve druhé nejvyšší francouzské lize s klubem US Oyonnax. Během tohoto ročníku získal v únoru 2017 francouzské občanství.
Za Kanadu odehrál 43 zápasů a položil 3 pětky (2002–2016). Zúčastnil se MS 2003 až MS 2015. Jako puberťák se na rok dostal do vězení pro mladistvé kvůli napadení. Ragby začal hrát až v 17 letech. Měl přezdívku Dřevorubec, toto povolání vykonával a byl i členem juniorského kanadského týmu sjezdové lyžování, než ho vyřadilo zranění.
Po konci kariéry byl v sezoně 2017/18 trenérem útoku US Oyonnax. Další sezonu byl manažerem francouzského týmu Provence Rugby. V letech 2019 až 2021 byl šéfem akademie Pacific Pride podporující mladé kanadské ragbisty. Z té byl vyhozen kvůli posměšným komentářům na Twitteru vůči ženské sedmičkové reprezentaci Kanady na LOH 2021.
Ještě téhož roku začal trénovat v Newfoundlandu. Později byl trenérem útoku šest měsíců u novozélandských týmů Mount Marlins a Bay of Plenty Toa. V říjnu 2023 vedl měsíc akademii Toronta Arrows, potom se tento tým odhlásil z americké Major League Rugby.

## Klubová kariéra
- 2002–2003 Llanelli
- 2004–2005 Grenoble
- 2005–2016 Clermont
- 2016/17 US Oyonnax